# Friedrich Dolezalek
Friedrich Dolezalek (Sighetu Marmației, 5 de fevereiro de 1873 – Berlim, 10 de dezembro de 1920) foi um químico austro-húngaro e alemão, professor de físico-química da Universidade Técnica de Berlim.

## Vida
A família do engenheiro ferroviário Karl Dolezalek mudou-se pouco depois do nascimento do filho Friedrich com o filho mais velho Carl Anton Vincens Dolezalek para Göschenen, Suíça. Lá Karl Dolezalek trabalhou na construção do Túnel ferroviário de São Gotardo. Em 1877 Karl foi chamado como professor da Universidade de Hannover, e sendo assim seu filho frequentou até 1893 o Realgymnasium em Hannover. Em seguida estudou até 1895 química e eletrotécnica na Universidade de Hannover. Foi então para a Universidade de Göttingen, onde estudou até 1897 físico química e eletroquímica. Nos últimos três anos foi assistente de Walther Nernst, que foi seu orientador de doutorado em 1898, com a tese Zur thermodynamischen Theorie homogener Gemische. Seguiram-se alguns períodos curtos de trabalho: de 1900 a 1901 foi pesquisador associado da Physikalisch-Technische Reichsanstalt, depois na Siemens & Halske, onde melhorou até 1904 a bobina de Pupin e a construção de máquinas de alta frequência. Obteve em 1902 a habilitação na Technische Hochschule Charlottenburg e foi nomeado docente da recém-fundada Technische Hochschule Danzig. Já em 1905 voltou para a Universidade de Göttingen, onde assumiu o cargo de sucessor de Nernst como diretor interino do Instituto de Físico Química. Dois anos depois assumiu a mesma função na Technische Hochschule Charlottenburg, onde foi nomeado em 1913 professor titular. Após o início da Primeira Guerra Mundial foi designado para o Comitê de Engenharia como oficial, onde trabalhou em dispositivos de escuta de ruídos de minas e novos métodos para encontrar minérios. Após a guerra continuou o trabalho de desenvolvimento interrompido para o instituto eletroquímico e morreu logo após ficar doente. Sua sepultura localizada no Südwestkirchhof Stahnsdorf.
Dolezalek casou em 1900 com Helene Samwer (1873–1908), uma filha de Karl Friedrich Lucian Samwer. Em 1910 casou com Paula Maria Bomhoff († 1955), uma filha do empreiteiro Johann Bomhoff em Westerland (ilha de Sylt), com quem teve dois filhos e uma filha, dentre eles Alexander Dolezalek (1914–1999).

## Publicações selecionadas
- Über ein hochempfindliches Quadrantenelektrometer, ca. 1897
- Die Dampfspannung homogener Gemische, Promotion, ca. 1899
- Theorie des Bleiakkumulators, Habilitação, 1901
- Binäre Gemische und konzentrierte Lösungen, 1908